# Valeriano Canati
Valeriano Canati (Vicenza, 1706 – Vicenza, 1787) è stato un poeta italiano.
Sacerdote dell'ordine dei Teatini e letterato e poeta arcade, fu membro dell'Accademia Olimpica di Vicenza. È ricordato soprattutto per il suo poemetto Il Roccolo, pubblicato con lo pseudonimo di Aureliano Acanti, nel quale si trova menzionato per la prima volta il vino Prosecco, insieme a numerosi altri vini del territorio veneto di cui il Canati celebra le lodi.
Pubblicò poi la sua traduzione del libro dei Salmi, e contestò quella fattane dal musicologo e letterato Saverio Mattei.

## Opere
- Il Roccolo, ditirambo di Aureliano Acanti accademico olimpico vicentino, nella Stamperia Pezzana, 1754
- I Sacri Salmi trasportati in versi italiani da D. Valeriano Canati prete regolare vicentino, nella Stamperia Bressan, 1770
- Supplimento che serve per tomo nono alla edizione di Padova de' Salmi tradotti dall'Ebraico originale da Saverio Mattei, di d. Valeriano Canati, 1785